# 喷泉广场 (辛辛那提)
喷泉广场（Fountain Square）是美国俄亥俄州辛辛那提市中心的一个广场，1871年由辛辛那提商人Henry Probasco委托德国慕尼黑艺术家兴建泰勒·戴维森喷泉，纪念他的商业伙伴泰勒·戴维森。喷泉广场取代了过去的屠宰市场。经过1971年和2005年的改建，目前拥有许多商店，餐馆，酒店和办公室，吸引游客，成为该市的文化/康乐中心。

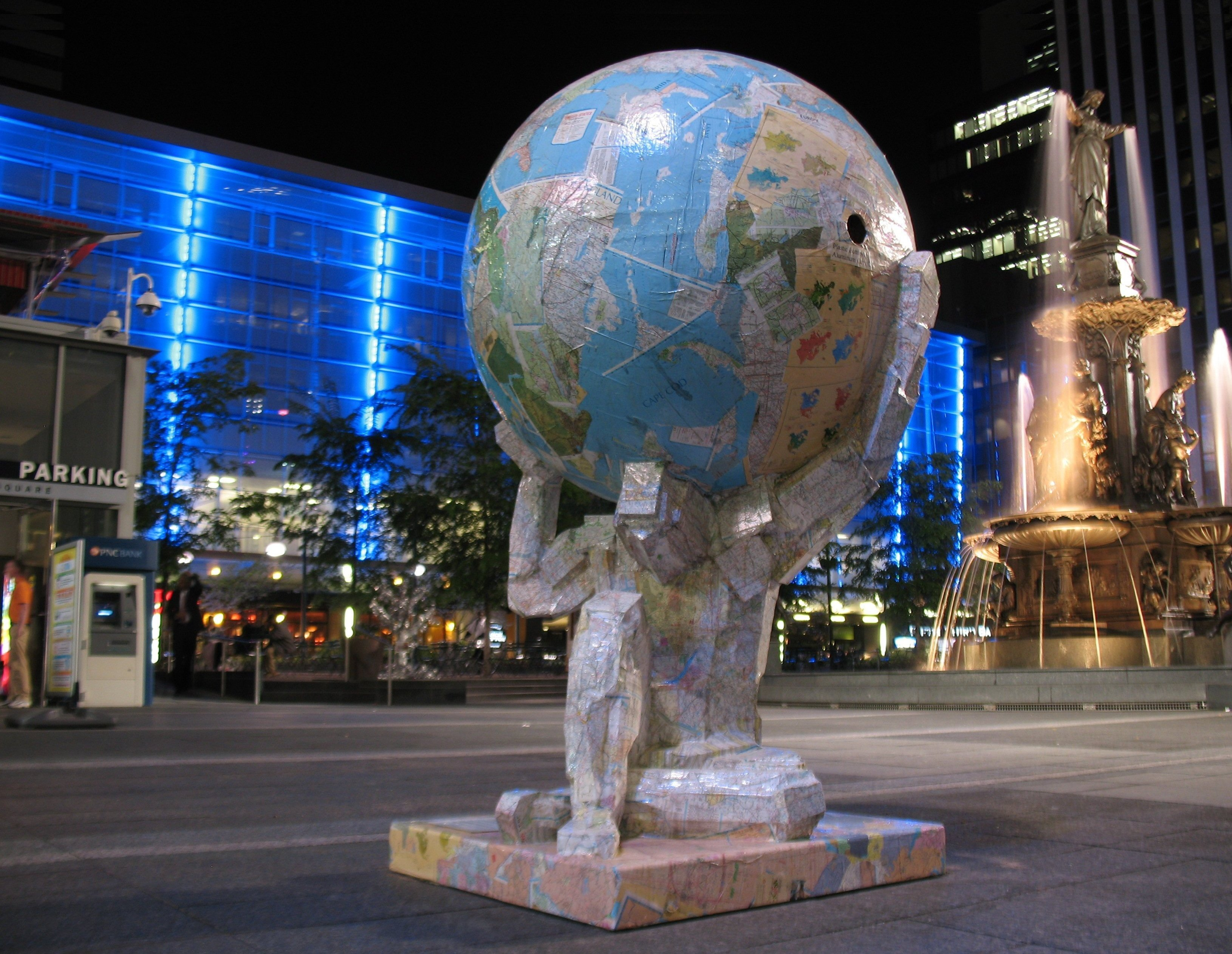

喷泉广场有许多活动，包括演讲，比赛，电影，演唱会。在广场上也有许多季节性活动，如万圣节，溜冰场，啤酒节（德国以外最大的）。 
为庆祝世界地球日40周年，2010年，广场上举行了可持续艺术展览“EcoSculpt 2010”。